# Thomas Medom Hansen
Thomas Medom Hansen (født 21. april 1980) er rådmand for Børn og Unge i Aarhus og medlem af Aarhus Byråd for SF. 
Efter kommunalvalget i 2009 blev han politisk ordfører og formand for Børn og Unge-udvalget. I august 2012 blev han politisk leder og spidskandidat for SF-Aarhus samt fungerende rådmand for Sundhed og Omsorg efter partifællen Dorthe Laustsen, der var udsat for en alvorlig trafikulykke. Fra 2013-17 var han rådmand for Sociale Forhold og Beskæftigelse. 
Thomas Medom Hansen er tidligere landsformand for Socialistisk Folkepartis Ungdom i 2004-05. 
Han er tidligere folketingskandidat for SF i Aarhus, ligesom han har været folketingsmedlem som suppleant, opstillet i Aarhus Nordkredsen. 
Thomas Medom Hansen sad i SF’s Hovedbestyrelse fra 2006-10. Ved Folketingsvalget i 2011 var han tæt på at blive valgt, men da SF opstillede på partiliste, opnåede han ikke en plads i Folketinget.
I 2005 var han talsmand for Borgerinitiativet mod EU-Forfatningen. I 2006 var han redaktør for Lærerstuderendes Landskreds’ medlemsblad LL-Nyt.
I Aarhus er han kendt som en flittig debattør i både de lokale avisers debatspalter samt i paneldebatter med andre politikere.
Han er uddannet folkeskolelærer fra Aarhus Lærerseminarium og har arbejdet på Rosenvangskolen og Tovshøjskolen. Han er endvidere kandidat i pædagogisk sociologi fra Danmarks Pædagogiske Universitet.
I perioden fra 1. oktober til 7. oktober 2013 var han midlertidigt folketingsmedlem, stedfortræder for Eigil Andersen, for Socialistisk Folkeparti.